# Hrvatski rukometni kup za žene 1994./95.
Hrvatski rukometni kup za žene za sezonu 1994./95. je treći put zaredom osvojila Podravka iz Koprivnice.

## Rezultati

### Osmina završnice
Igrano 3. i 10. svibnja 1995.
| klub1                    | rez.  | klub2                      |
| ------------------------ | ----- | -------------------------- |
| Zamet Rijeka             | 20:17 | Mediteran osiguranje Ploče |
| Podravka Koprivnica      | 39:15 | INA Sisak                  |
| Arena Pula               | 13:25 | Graničar Đurđevac          |
| TVIN Virovitica          | 20:22 | Zvečevo Požega             |
| Kraš Zagreb              | 33:24 | 2 F Čakovec                |
| Osijek                   | 25:26 | Karbon Zaprešić            |
| Šparta Trešnjevka Zagreb | 31:20 | Nada MIT Split             |
| Koka Varaždin            | 27:28 | Turnić Rijeka              |

### Četvrtzavršnica
Igrano 13. i 24. svibnja 1995.
| klub1                    | rez.  | klub2               |
| ------------------------ | ----- | ------------------- |
| Graničar Đurđevac        | 28:20 | Turnić Rijeka       |
| Karbon Zaprešić          | 18:35 | Podravka Koprivnica |
| Šparta Trešnjevka Zagreb | 16:29 | Kraš Zagreb         |
| Zvečevo Požega           | 26:25 | Zmet Rijeka         |

### Završni turnir
Igrano u Požegi 6. i 7. lipnja 1995.
| klub1               | rez.          | klub2             |
| poluzavršnica       | poluzavršnica | poluzavršnica     |
| ------------------- | ------------- | ----------------- |
| Podravka Koprivnica | 30:15         | Graničar Đurđevac |
| Kraš Zagreb         | 36:19         | Zvečevo Požega    |
|                     |               |                   |
| za pobjednika       |               |                   |
| Podravka Koprivnica | 20:16         | Kraš Zagreb       |

## Poveznice
- 1. A HRL za žene 1994./95.
- 1. B HRL za žene 1994./95.
- 2. HRL za žene 1994./95.